# Климова, Ирина Михайловна
Ири́на Миха́йловна Кли́мова (род. 12 апреля 1967, Москва, РСФСР, СССР) — советская и российская телеведущая, актриса кино и телевидения, Театра имени Моссовета, эстрадная певица, кинопродюсер. Заслуженная артистка России (2014).

## Биография
Ирина Климова родилась в Москве 12 апреля 1967 года. После школы поступила в Театральное училище имени Щукина на курс Аллы Александровны Казанской. С 1986 года начала сниматься в кинофильмах. По окончании училища в 1988 году получила предложения из двенадцати театров. В начале своего творческого пути Ирина Климова была артисткой Театра имени Е. Вахтангова, играла Лизаньку в спектакле «Зойкина квартира». Затем служила в Театре имени Моссовета. В 1993 году ушла из труппы и сосредоточилась на съёмках в кино- и телефильмах, выступала на эстраде. В 1998 году выпустила сольный альбом «Я так устала ждать». В 1999 году вернулась в театр.
Была соведущей в телевизионной программе «Клуб бывших жён» на ТНТ. В 2008 году принимала участие в проекте телеканала «Россия-1» «Танцы со звездами». В 2013 году участвовала в программе «Живой звук» на телеканале «Россия-1». Участвовала в программе «Три аккорда» на Первом канале (2017).
В 2010 году дебютировала в качестве продюсера с фильмом «Дом без выхода».

## Личная жизнь
- Первый муж — актёр Валерий Боровинских. Брак продлился 10 лет.
- Второй муж — актёр Алексей Нилов (в разводе).
  - сын Никита (род. 2003).

## Творчество

### Роли в театре

#### Театр им. Е. Вахтангова
- «Зойкина квартира» — Лизонька

#### Театр имени Моссовета
- «Максим в конце тысячелетия» — Киля
- «Калигула» — Жена Муция
- «Кафе Превера» — Барбара
- «Куколка» — Куколка Мигэн
- «Мамаша Кураж и её дети» — Иветта Потье
- «Кин, или Гений и беспутство» — Анна Дэмби
- «Шиворот-навыворот» — Алёна
- «В случае убийства набирайте „М“» — Марго Уэндис
- «Иисус Христос — суперзвезда» — Мария Магдалина
- «Странная история доктора Джекила и мистера Хайда» — Люси Харрис, Эмма Кэрроу (играла 2 раза)
- «Морское путешествие 1933 года» — Мэри
- «Шум за сценой» — Дотти
- «Васса Железнова» — Людмила

### Фильмография
1. 1981 — Тайна записной книжки (эпизод)
2. 1985 — Страховой агент (эпизод)
3. 1986 — Трава зелена — Настя
4. 1987 — Забавы молодых — Ермолаева
5. 1987 — Поражение — Елена Николаевна (Лена) Бельская
6. 1987 — Фитиль (короткометражный)
7. 1989 — Молодой человек из хорошей семьи — Ия
8. 1989 — Счастливчик — Маша Танева
9. 1990 — Анютины глазки и барские ласки — Анюта
10. 1990 — Зимняя вишня-2 — Светлана («Слоник»)
11. 1991 — Дети, бегущие от грозы (киноальманах) (фильм «Мой милый Чиж») — Надя
12. 1991 — Между воскресеньем и субботой
13. 1991 — Мигранты
14. 1991 — Рудольфио (фильм-спектакль) — Ио
15. 1992 — Рэкет — Люся
16. 1994 — Петербургские тайны —  Долли Шиншеева
17. 1995 — Зимняя вишня 3 — Светлана («Слоник»)
18. 1999 — Развязка Петербургских тайн — Долли Шиншеева
19. 2000 — Третьего не дано
20. 2001 — Улицы разбитых фонарей —. Менты-4 (серия «Королева бензоколонок») — Наташа
21. 2005 — МУР есть МУР-3 (эпизод)
22. 2007 — Сваха (серия «Эгоистка») — Светлана
23. 2009 — Морской патруль-2 (серия «Игра») — Виолетта
24. 2009 — Семь жён одного холостяка — Света
25. 2010 — Для начинающих любить — Надя, бывшая жена Андрея
26. 2010 — Адвокатессы (серия «Блеск и нищета») — Елена Вдовина
27. 2011 — Товарищи полицейские — Анна Сухова
28. 2013 — Поцелуйте невесту — Наталья Петровна Зеленцова
29. 2015 — Медсестра — Валерия Лобанова
30. 2016 — Напарницы — Татьяна Станиславовна, врач
31. 2017 — Такая, как все — Альбина
32. 2017 — Зимняя вишня 4 — Светлана

### Дискография
В 1998 году Ирина Климова выпустила сольный альбом «Я так устала ждать» (Студия Союз).
| №   | Название              | Текст песни          | Музыка           | Длительность |
| --- | --------------------- | -------------------- | ---------------- | ------------ |
| 1.  | «Я так устала ждать»  | Сергей Трофимов      | Сергей Трофимов  | 4:04         |
| 2.  | «Детский сон»         | Олег Рудок           | Николай Парфенюк | 4:54         |
| 3.  | «Ветер любви»         | Кирилл Крастошевский | Руслан Горобец   | 4:48         |
| 4.  | «Далеко»              | Карен Кавалерян      | Руслан Горобец   | 4:11         |
| 5.  | «Я вернусь»           | Игорь Воронежский    | Николай Парфенюк | 3:48         |
| 6.  | «Снег»                | Кирилл Крастошевский | Руслан Горобец   | 5:04         |
| 7.  | «Поцелуй на прощанье» | Кирилл Крастошевский | Руслан Горобец   | 4:27         |
| 8.  | «Романс»              | Сергей Трофимов      | Сергей Трофимов  | 3:00         |
| 9.  | «Мне снилась ночь»    | Карен Кавалерян      | Андрей Мисин     | 4:41         |
| 10. | «Ангел»               | Александр Виста      | Николай Парфенюк | 6:32         |

На песни «Я так устала ждать», «Детский сон», «Романс» («Как я тебя ждала») были сняты видеоклипы, которые ротировались на телевидении.

## Награды
Указом Мэра Москвы Собянина С. С. от 18 августа 2011 года присвоено звание «Почётный работник культуры города Москвы».